# Альтмец
Альтмец — село в Лазаревском районе муниципального образования город-курорт Сочи Краснодарского края России. Входит в состав Волковского сельского округа. Проживают армяне (свыше 80 %).

## География
Село находится в западной части края, в предгорной зоне Причерноморского побережья, примерно в 7 км от Чёрного моря, у р. Западный Дагомыс. Рельеф местности в основном холмистый с ярко выраженными колебаниями относительных высот.

## История
Согласно Закону Краснодарского края от 1 апреля 2004 года № 679-КЗ село Альтмец вошло в состав образованного муниципального образования город-курорт Сочи.

## Население
| 1926 | 2002 | 2010 |
| ---- | ---- | ---- |
| 116  | ↗227 | ↘197 |

Национальный состав
Согласно результатам переписи 2002 года, в национальной структуре населения армяне составляли 86 % от 227 жителей.

## Инфраструктура
Социальные объекты в населённом пункте отсутствуют. Развит туризм.
Жанровые скульптуры «Памятник жертвам геноцида армян», «Памятник Месропу Маштоцу», «Слава Героям».

## Транспорт
Доступен автомобильный транспорт. Остановки автобусных маршрутов 145, 146, 154 (на декабрь 2019).